# Arthur Zborzil
Arthur Zborzil (Viena, 15 de julho de 1885 - 15 de outubro de 1937) foi um tenista austríaco. Medalhista olímpico de prata em duplas com Felix Pipes.